# Точная механика
То́чная меха́ника — научная и инженерная дисциплина, занимающаяся разработкой теории, проектированием, изготовлением и использованием особого класса механических приборов, отличающихся от прочих механизмов для совершения полезной работы тем, что целью их применения является получение информации, а не силовое воздействие, приведение объекта в движение или изменение параметров движения.
Является разделом более общей дисциплины — механики.

## Астрономические приборы
Ещё в III веке до н. э. александрийские астрономы использовали для определения координат небесных тел чисто механические устройства.

Небесный глобус

Астролябия

Впоследствии, в XV и XVI веках, в обиход вошли устройства типа армиллярной сферы, глобуса (земного и небесного), астролябии, диоптра и т. п.
В эпоху Возрождения высокого совершенства достигло искусство создания и применения весьма точных угломерных инструментов, точность производимых измерений на которых ограничивалась возможностями глаза наблюдателя. Таким образом с помощью точной механики решались те проблемы, в которых в дальнейшем проявила себя оптика. В дальнейшем Тихо де Браге довёл точность измерения координат небесных тел до такого совершенства, что Кеплер смог на основе его данных построить теорию движения планет.

## Приборы и автоматы для контроля размеров

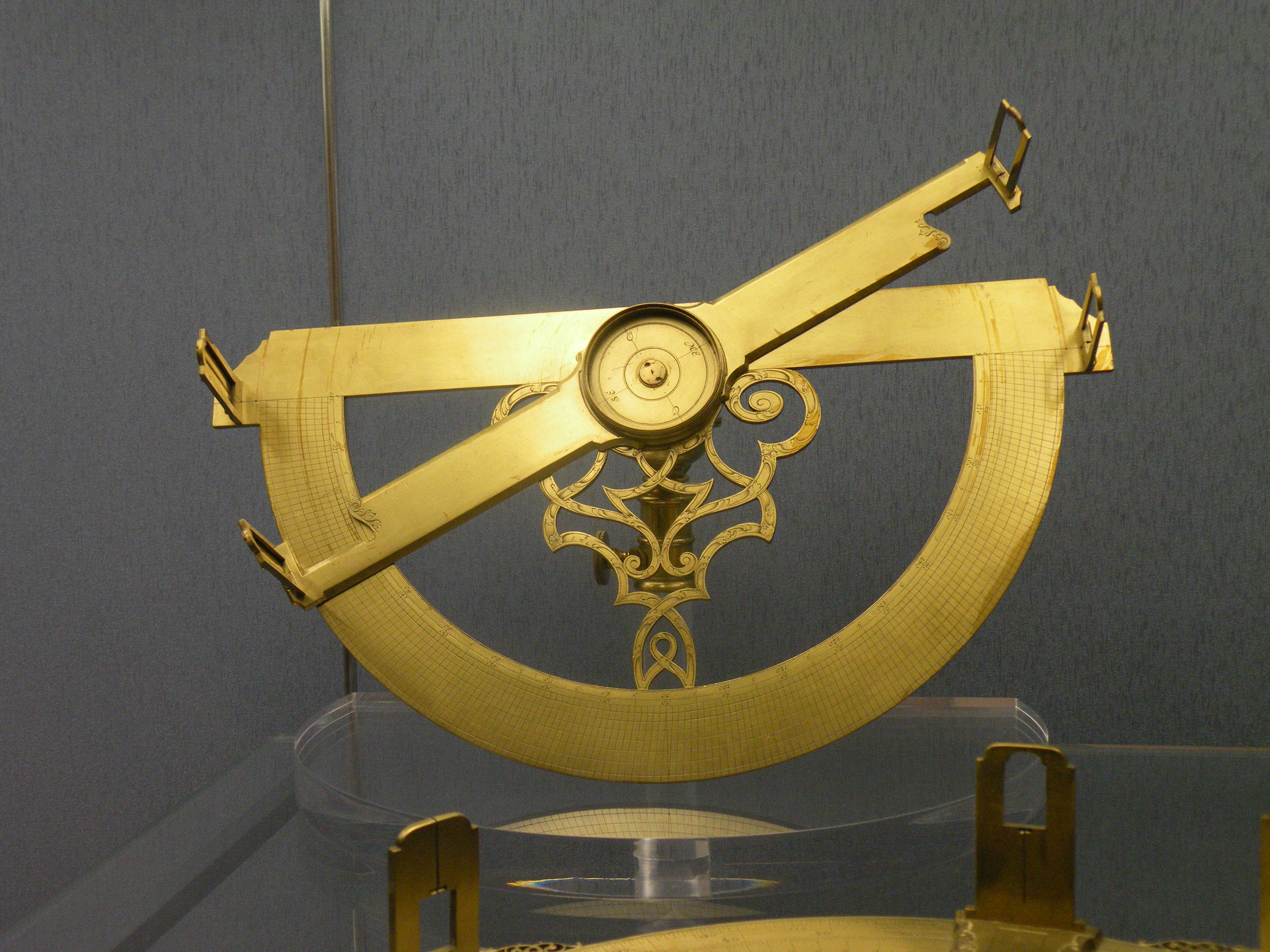
Один из первых образцов угломерного инструмента

Один из первых образцов теодолита

На принципе диоптра были основаны первые угломерные приборы, получившие в геодезической практике название теодолитов и нивелиров, а также углов в вертикальной плоскости.

## Приборы времени

Переносимые часы производства мастерской Хенляйна в Нюрнберге XVI век, первая половина

Развитие точной механики значительно продвинулось вперёд благодаря изобретению Христианом Гюйгенсом механических маятниковых часов, а также созданию навигационных приборов, секстантов и т. п., что дало толчок к интенсивному мореплаванию и началу эпохи великих географических открытий. Со временем стало модным заключать часовой механизм карманных часов в футляр сферической формы. После этого за такими часами, начало производству которых было положено в Нюрнберге, закрепилось название «Нюрнбергские яйца».
Развитию часового дела способствовала деятельность ремесленников Швейцарии и Германии, где особенно прославились мастера Нюрнберга и среди них изготовитель замков и часов Петер Хенляйн, считающийся создателем безмаятникового часового механизма. В этом же направлении шло создание часов с боем, а также различных механических музыкальных инструментов, в том числе и действующих по заданной программе. К их числу можно отнести кариллон, механическое пианино и уличную шарманку.
В настоящее время часовой механизм является стандартным компонентом профессионального телескопа, находящегося на земной поверхности, позволяющим компенсировать влияние вращения Земли.

## Вычислительная техника
Древнейшим и наиболее примитивным прибором точной механики является абак, дошедший до настоящего времени в виде конторских счёт.
Наиболее древним вычислительным прибором, позволяющим моделировать движение небесных тел, был найденный на дне моря возле греческого острова Антикитера в 1901 году сложнейший механизм, образованный комбинацией шестерёнок. Прибор оказался на морском дне около 85 — 60 года до н. э.. Возможность создания такого механизма при существовавших до сего времени представлениях об уровне техники того времени кажется невероятным. Предположительно прибор использовался для установления даты начала Олимпийских игр. Существует мнение, что это не единственный прибор, являющийся, по существу, аналоговым компьютером. Во всяком случае в I веке до н. э. Цицерон описывал «Сферу Архимеда» как своеобразный планетарий, воспроизводивший движение Солнца, Луны и пяти известных в то время планет.

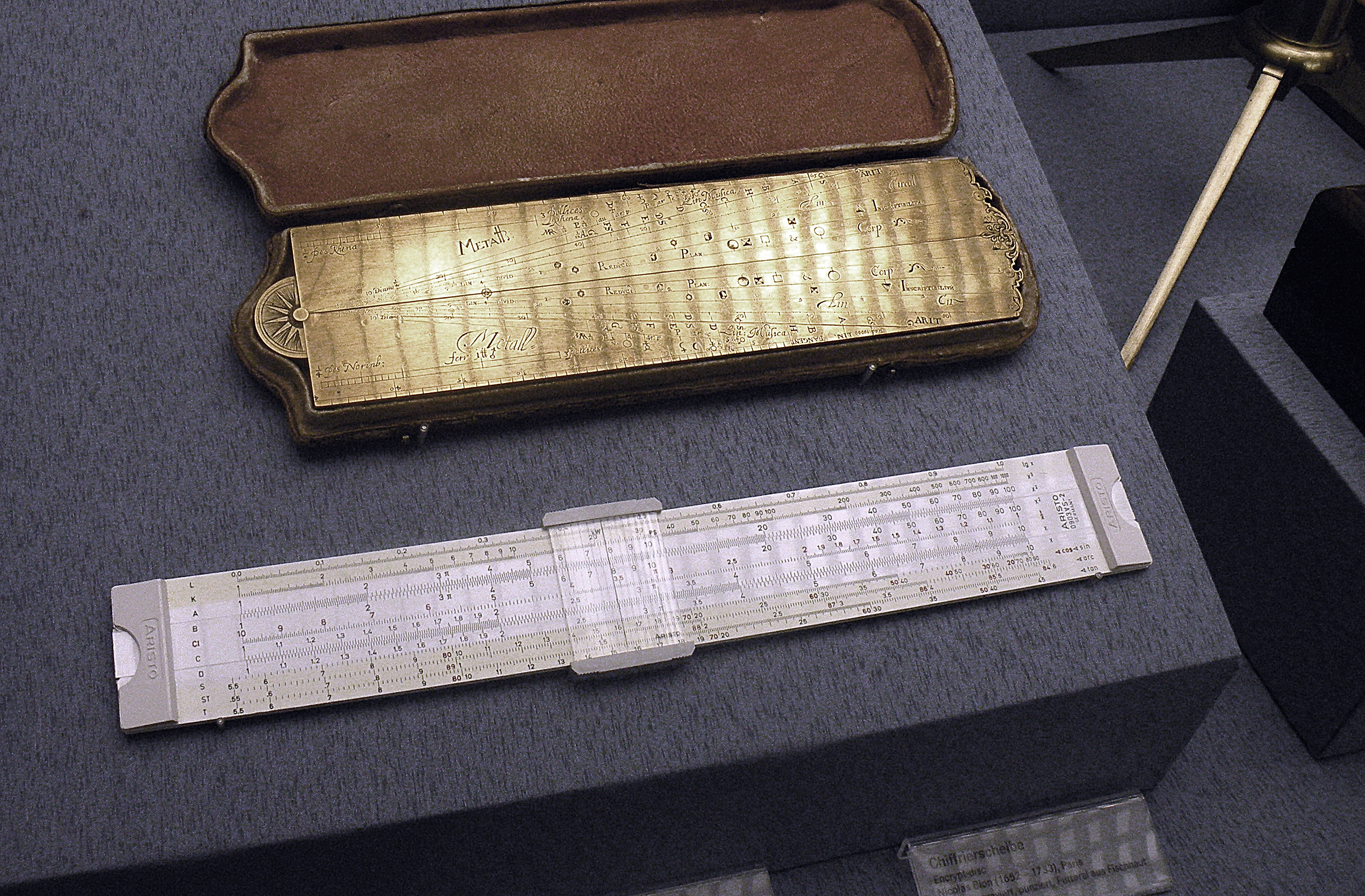
Старая и современная логарифмические линейки

В 1614 году Джон Непер ввёл в математику понятие логарифма, а в 1617 году изготовил первую логарифмическую линейку, которая позволила механизировать математические действия умножения и деления.
Принято считать, что первый механический счётный прибор типа арифмометра был создан Лейбницем после знакомства с Гюйгенсом в 1683 году. Это позволило механизировать математические действия сложения и вычитания. Так была создана инструментальная база для проведения инженерных расчётов в точной механике и оптике, без принципиальных изменений обеспечивавшая массовые инженерные расчёты вплоть до широкого внедрения в практику во второй половине XX века электронной вычислительной техники.

## Робототехника

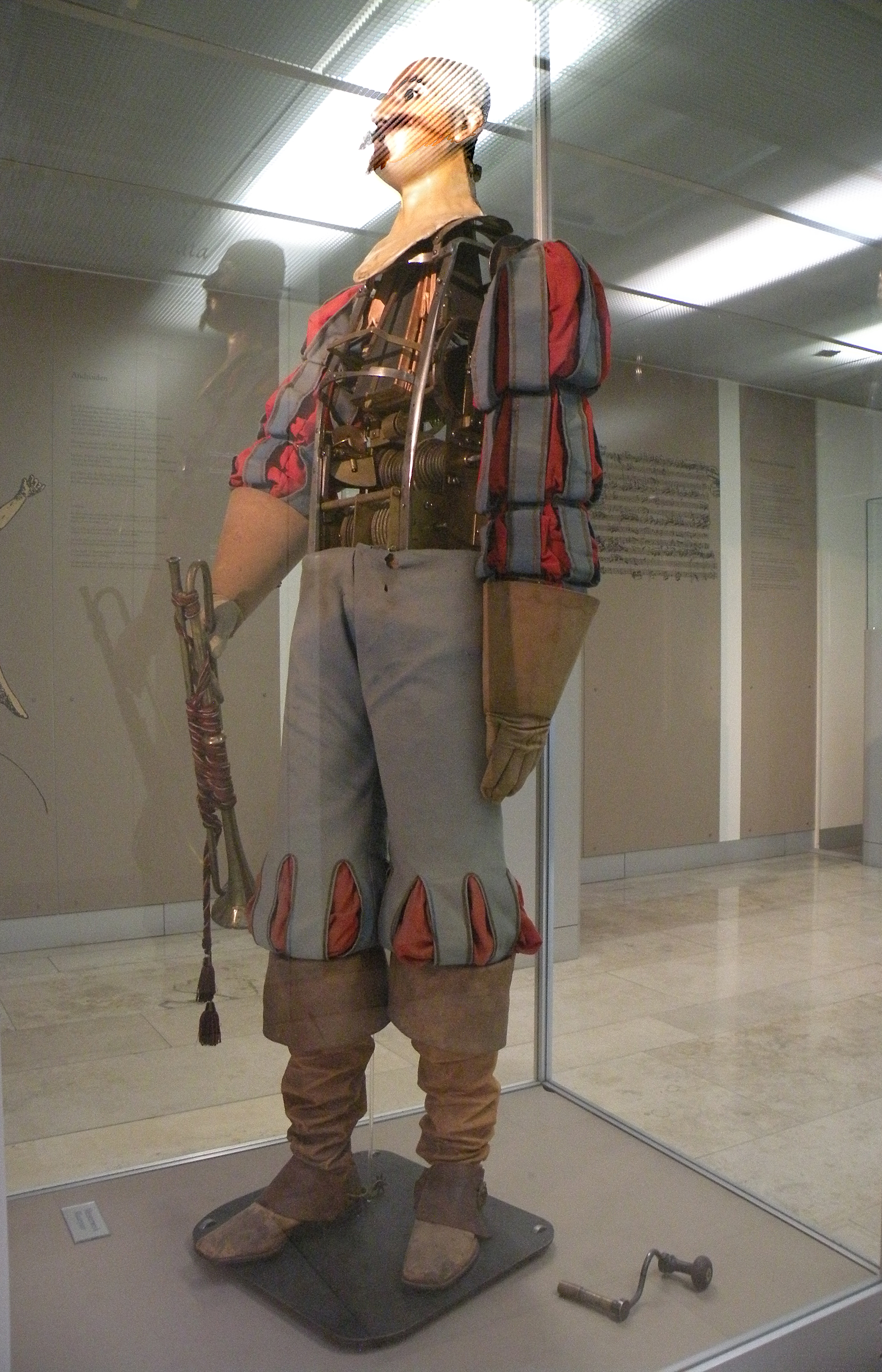
Андроид — экспонат Германского музея в Мюнхене.

Особым направлением точной механики было создание автоматов, в том числе имитирующих человека — андроидов.

## Гироскопические приборы и устройства
Серьёзным достижением в точной механике стало изобретение Фуко в 1852 году гироскопа, давшего возможность перейти от использования магнитного компаса, к гирокомпасу, изобретенного в 1908 году Аншуц-Кемпфе.
Впервые гироскоп нашёл своё применение в военном деле (прибор Обри), позволив существенно увеличить точность торпедного оружия. На этом же принципе основаны автопилот (идея и схема которого были предложены в 1898 году Циолковским) и современные системы наведения управляемого оружия.

## Точная механика в России
Искусные мастера в области точной механики работали и в России. К их числу относятся Нартов и Кулибин. В русской литературной классике собирательным образом специалиста в области создания точных механизмов является Левша Лескова. Значительный вклад в теорию точных измерений внесли Ломоносов, Менделеев и академик Купфер, представлявший в 1859 году Россию на съезде Международной ассоциации по введению единообразной системы мер и весов в Брадфорде.